# Аэропорт имени Царицы Тамары

Вид на аэропорт (в центре)

Аэропорт имени Царицы Тамары (груз. მესტიის თამარ მეფის სახელობის აეროპორტი ИКАО: UGMS) — аэропорт в посёлке городского типа Местиа в Верхней Сванетии, в двух километрах на северо-восток от центра посёлка.
Открыт 24 декабря 2010 года президентом Михаилом Саакашвили. 
В зимнее время принимает небольшие самолеты до 18 пассажиров, в летнее время — до 50. Максимальная нагрузка до одного рейса в час. Принимает пассажирские самолёты из Тбилиси. Среди принимаемых типов: L-410, DHC-6 Twin Otter.
В 2015 году аэропортом воспользовались более 4,4 тысячи пассажиров (что на 232,5 % больше, чем в 2014 году).
Покрытие взлётно-посадочной полосы и перрона — бетон (PCN 22/R/B/W/T).
| Год  | 2010 | 2011 | 2012 | 2013 | 2014 | 2015 | 2016 | 2017 | 2018 | 2019 | 2020 |
| ---- | ---- | ---- | ---- | ---- | ---- | ---- | ---- | ---- | ---- | ---- | ---- |
| Чел. | 45   | 4580 | 2922 | 885  | 1343 | 4465 | 4214 | 7256 | 6858 | 8625 |      |